# Joseph P. Monaghan

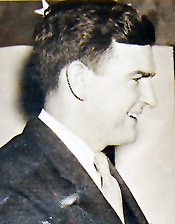
Joseph P. Monaghan (1933)

Joseph Patrick Monaghan (* 26. März 1906 in Butte, Montana; † 4. Juli 1985 ebenda) war ein US-amerikanischer Politiker. Zwischen 1933 und 1937 vertrat er den Bundesstaat Montana im US-Repräsentantenhaus.

## Frühe Jahre und politischer Aufstieg
Joseph Monaghan besuchte die öffentlichen Schulen seiner Heimat und dann bis 1928 das Carroll College in Helena. Nach einem Jurastudium an der Montana State University in Bozeman wurde er 1931 als Rechtsanwalt zugelassen. Daraufhin begann er in Butte in diesem Beruf zu arbeiten. Monaghan wurde Mitglied der Demokratischen Partei. Von 1929 bis 1931 war er Abgeordneter im Repräsentantenhaus von Montana.

## Kongressabgeordneter und Senatskandidat
Im Jahr 1930 kandidierte er erfolglos für einen Sitz im US-Kongress. Bei den folgenden Kongresswahlen im Jahr 1932 wurde er als Nachfolger von John M. Evans ins Repräsentantenhaus gewählt. Nach einer Wiederwahl im Jahr 1934 konnte er dieses Mandat zwischen dem 4. März 1933 und dem 3. Januar 1937 ausüben. In diese Zeit fällt eine Verfassungsänderung, nach der der Beginn der Legislaturperioden des Kongresses von März auf Januar vorverlegt wurde. In diesen vier Jahren wurden einige der New-Deal-Gesetze der Regierung von Präsident Franklin D. Roosevelt im Kongress verabschiedet.
Im Jahr 1936 verzichtete Monaghan auf eine erneute Kandidatur. Er bewarb sich aber bis 1964 mehrfach erfolglos für einen Sitz im US-Senat. Ansonsten arbeitete er wieder als Anwalt in Butte. Dort verstarb er am 4. Juli 1985 auch.